# Vorniceni (gmina)
Vorniceni – gmina w Rumunii, w okręgu Botoszany. Obejmuje miejscowości Davidoaia, Dealu Crucii i Vorniceni. W 2011 roku liczyła 4052 mieszkańców.